# Tarsaster galapagensis
Tarsaster galapagensis är en sjöstjärneart som först beskrevs av Ludwig 1905.  Tarsaster galapagensis ingår i släktet Tarsaster och familjen Pedicellasteridae. Inga underarter finns listade i Catalogue of Life.